# آراء وأحاديث في العلم والأخلاق والثقافة
آراء وأحاديث في العلم والأخلاق والثقافة، مجموعة من المقالات الفلسفية والأدبية والتعليمية جمعها المفكر السوري ساطع الحصري في كتابه.
صدر الكتاب عام 1951 م، فاحتوى على مقالات متنوعة يناقش فيها إشكالية العلم والاخلاق فيقول: (العلم والأخلاق أثمن الثروات المعنوية التي يعتز بها الإنسان، هذه حقيقة لم يختلف المفكرون فيها أبداً، غير أنه: أيُّهما أثمن وأفضل؟ هذه مسألة اختلف فيها المفكرون والكتَّاب كثيراً منذ الأزمنة القديمة إلى الآن).

## المناقشات الأخلاقية
يناقش الكتاب العلاقة بين العلم والأخلاق في عصورٍ مختلفة فيقسمها إلى:
- الأخلاق في أواسط القرن الثامن عشر.
- الأخلاق في أواخر القرن التاسع عشر.
- الأخلاق في أواسط القرن العشرين.
- الفكر والعاطفة في الحياة.

## فصول الكتاب
- العلم والأخلاق.

- الثقافة العربية وما يُسمى ثقافة البحر الأبيض المتوسط.
- الاستقلال الثقافي وسياسية التعليم في سوريا.
- العلاقات الثقافية بين البلاد العربية.
- المعاهدات الثقافية والاتفاقيات الفكرية.
- التعاون الثقافي بين الأمم المتحدة (اليونسكو).
- الثقافة العربية وثقافة الشرق الأدنى.
- نظم التعليم في سياسة الاستعمار «التعليم من غير تثقيف».
- مفهوم السعادة وروح النشاط عندنا وعند الغرب.

- الأخلاق الفعالة والفضائل الإيجابية.
- ذيل: عود إلى قضايا اليونسكو.